# Alessandro Minuto-Rizzo
Alessandro Minuto-Rizzo, né le 10 septembre 1940, est un diplomate italien qui a été secrétaire général adjoint de l'OTAN de 2001 à 2007, et secrétaire général par intérim de l'OTAN du 17 décembre 2003 au 1er janvier 2004, entre les mandats de George Robertson et Jaap de Hoop Scheffer. Avant d'être nommé secrétaire général adjoint, il a été ambassadeur d'Italie auprès de l'Union de l'Europe occidentale et au Comité pour la politique et la sécurité de l'Union européenne. Il est membre de la Fondation Italie-USA (en).